# Еренберг (Рен)
Еренберг (њем. Ehrenberg) општина је у њемачкој савезној држави Хесен. Једно је од 23 општинска средишта округа Фулда. Према процјени из 2010. у општини је живјело 2.701 становника. Посједује регионалну шифру (AGS) 6631005.

## Географски и демографски подаци
Еренберг се налази у савезној држави Хесен у округу Фулда. Општина се налази на надморској висини од 580 метара. Површина општине износи 40,8 km². У самом мјесту је, према процјени из 2010. године, живјело 2.701 становника. Просјечна густина становништва износи 66 становника/km².

## Међународна сарадња
| Мјесто  | Држава  | Врста сарадње | Од    |
| ------- | ------- | ------------- | ----- |
| Кахтерн | Белгија | партнерство   | 1974. |
| Извор   |         |               |       |